# 大山水库
大山水库是中国吉林省延边朝鲜族自治州敦化市境内的一座水库，位于牡丹江支流塔拉河上，建于1969年。水库正常库容为899万立方米，集雨面积为343平方千米，海拔为354米。